# Frank William Taussig
Frank William Taussig, född 28 december 1859 i Saint Louis, Missouri, död 11 november 1940 i Cambridge, Massachusetts, var en amerikansk nationalekonom. 
Taussig blev 1886 extra ordinarie professor, 1892 professor (sedan 1901 Henry Lee-professor) i nationalekonomi vid Harvard University och 1897 huvudredaktör för "Quarterly Journal of Economics". Åren 1903–05 var han ordförande i American Economic Association. I allmänhet anslöt han sig till gränsnytteteoretikerna och följde i kapitalräntefrågan Eugen von Böhm-Bawerk. Han utvecklade en arbetslöneteori, som i väsentlig mån upptar den klassiska lönefondstanken, sammanknippad med den så kallade agio- eller tidsteorin inom kapitalränteläran.

## Bibliografi

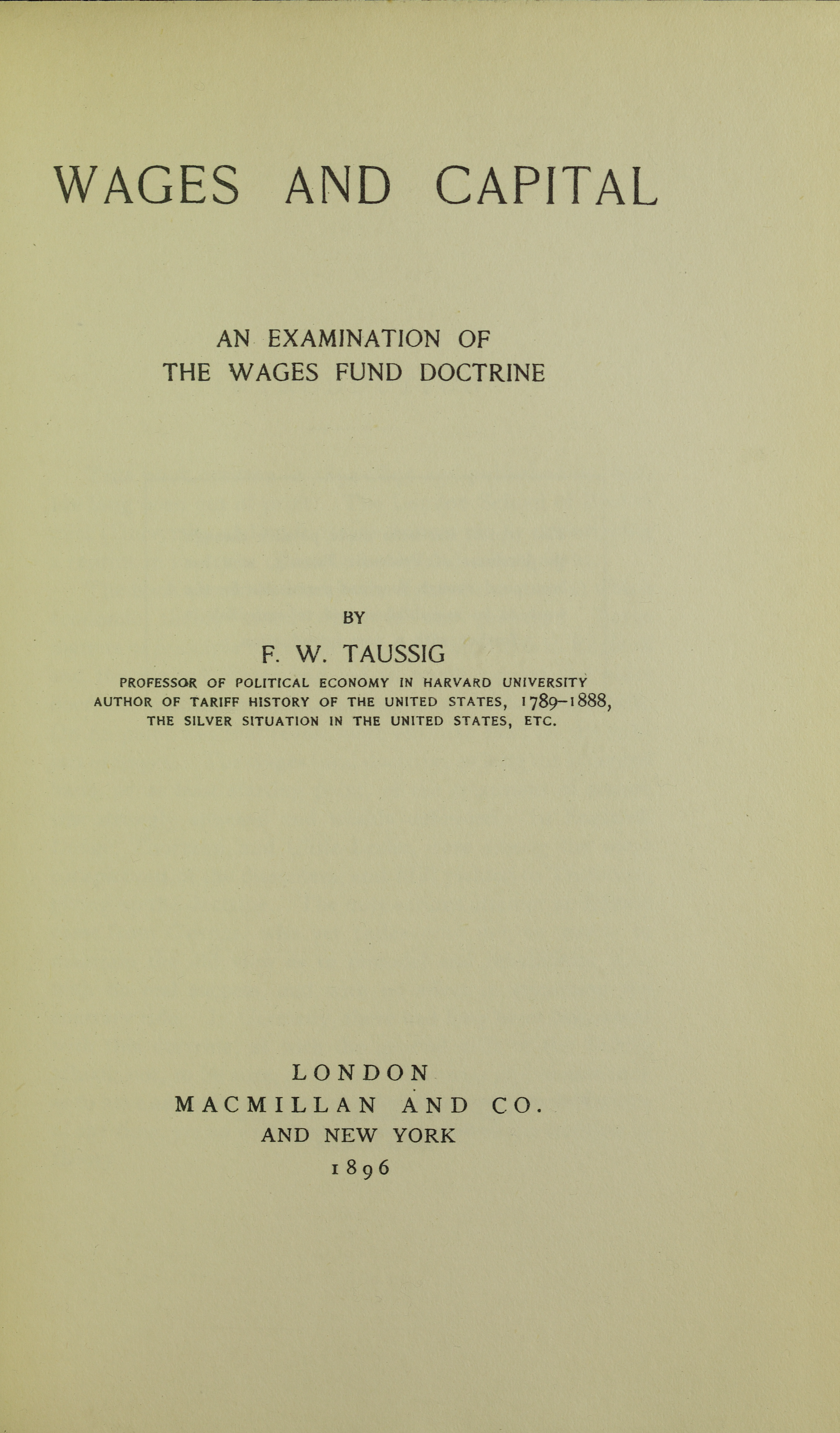
Wages and capital, 1935